# Cho Youn-jeong
Cho Youn-jeong (hangul: 조윤정; ur. 29 września 1969) – koreańska łuczniczka, dwukrotna mistrzyni olimpijska, wicemistrzyni świata. Startowała w konkurencji łuków klasycznych.
Największym jej osiągnięciem jest złoty medal igrzysk olimpijskich w Barcelonie w 1992 roku w konkurencji indywidualnej i drużynowej. Indywidualna wicemistrzyni świata (1993).